# Katastralgemeinde Deutsch Griffen
Die Katastralgemeinde Deutsch Griffen ist die einzige Katastralgemeinde der Gemeinde Deutsch-Griffen im Bezirk St. Veit an der Glan in Kärnten. Sie hat eine Fläche von 7146,24 ha. Am 1. Jänner 2024 lebten 841 Personen in der Katastralgemeinde.
Die Katastralgemeinde gehört zum Sprengel des Vermessungsamtes Klagenfurt.

## Lage
Die Katastralgemeinde liegt im Nordwesten des Bezirks Sankt Veit an der Glan, linksseitig im Gurktal. Sie ist deckungsgleich mit dem Gemeindegebiet von Deutsch-Griffen und umfasst somit in etwa das Einzugsgebiet des Griffenbachs, das Einzugsgebiet des Ameisbauerbachls, das zwischen Griffenbach und Glödnitzbach in die Gurk mündet, und ein nach Norden, zur Mur entwässerndes Gebiet zwischen Wintertalernock und Flattnitz.

## Ortschaften
Auf dem Gebiet der Katastralgemeinde Deutsch Griffen liegen neben dem Gemeindehauptort Deutsch Griffen auch die Ortschaften Albern, Arlsdorf, Bach, Bischofsberg, Brunn, Faulwinkel, Gantschach, Göschelsberg, Graben, Gray, Hintereggen, Hochrindl, Leßnitz, Meisenberg, Messaneggen, Mitteregg,  Oberlamm, Pesseneggen, Ratzendorf, Rauscheggen, Sand, Spitzwiesen, Tanzenberg und Unterlamm.
Am 1. April 2020 umfasste die Katastralgemeinde 402 Adressen.

## Vermessungsamt-Sprengel
Die Katastralgemeinde gehört seit 1. Jänner 1998 zum Sprengel des Vermessungsamtes Klagenfurt. Davor war sie Teil des Sprengels des Vermessungsamtes St. Veit an der Glan.

## Geschichte
Ende des 18. Jahrhunderts wurden die Kärntner Steuergemeinden (später: Katastralgemeinden) gebildet und Steuerbezirken zugeordnet. Die Steuergemeinde Deusch Griffen wurde Teil des Steuerbezirks Albeck.
Im Zuge der Reformen nach der Revolution 1848/49 wurden in Kärnten die Steuerbezirke aufgelöst und Ortsgemeinden (auch politische Gemeinden genannt) gebildet, die jeweils das Gebiet einer oder mehrerer Steuergemeinden umfassten. Aus der Katastralgemeinde Deutsch Griffen wurde die Ortsgemeinde Deutsch-Griffen gebildet.
Die Größe der Katastralgemeinde Deutsch Griffen wurde im Jahr 1854 mit 11464 Österreichischen Joch und 1305 Klaftern (ca. 6598 ha) angegeben; damals lebten 1259 Personen auf dem Gebiet der Katastralgemeinde.
1920 wurde die Katastralgemeinde Deutsch Griffen um etwa 5,5 km² vergrößert, als die Gemeindegrenze von Deutsch-Griffen auf Kosten der Gemeinde Albeck an den Sprengel der Volksschule Deutsch-Griffen angeglichen wurde.
Bei der Kärntner Gemeindestrukturreform von 1973 wurde die Katastralgemeinde Deutsch Griffen an die damals neu errichtete Gemeinde Weitensfeld-Flattnitz angeschlossen. Seit deren Auflösung 1991 gehört die Katastralgemeinde Deutsch Griffen wieder zur Gemeinde Deutsch-Griffen.
Die Katastralgemeinde Deutsch Griffen gehörte ab 1850 zum politischen Bezirk St. Veit an der Glan und zum Gerichtsbezirk Gurk. 1854 bis 1868 gehörte sie zum Gemischten Bezirk Gurk. Seit der Reform 1868 ist sie wieder Teil des politischen Bezirks St. Veit an der Glan, zunächst als Teil des Gerichtsbezirks Gurk, seit 1978 als Teil des Gerichtsbezirks St. Veit an der Glan.